# Formule 1 v roce 2019
Sezóna Formule 1 2019 byla 70. sezónou Mistrovství světa Formule 1, závodní série pořádané pod hlavičkou Mezinárodní automobilové federace (FIA). Účastnilo se jí dvacet jezdců a deset týmů. Kalendář sezóny tvořilo 21 závodů.

## Týmy a jezdci
Sezóny 2019 se účastnily všechny týmy účastnící se druhé poloviny předchozí sezóny.

### Změny před sezónou
- Red Bull změnil dodavatele motorů, místo zákaznických motorů Renault (TAG Heuer) spolu se sesterským Toro Rosso používal motory Honda.[3]
- Tým Racing Point nahradil jako konstruktér svého předchůdce Force India.[4]
- Tým Sauber byl přejmenován na Alfa Romeo Racing.
- Williams opustil po neprodloužení smlouvy dlouholetý titulární sponzor Martini, novým titulárním sponzorem se stal výrobce elektroniky ROKiT.
- S novým titulárním sponzorem, výrobcem nápojů Rich Energy, také přišel tým Haas.

| #  | Obr. | Tým                              | Šasi             | Název/typ motoru            | Konstruktér               | Pneu | No. | Zkratka | Obr.               | Jezdci           | Závody | Testovací Jezdci                                                                 |
| -- | ---- | -------------------------------- | ---------------- | --------------------------- | ------------------------- | ---- | --- | ------- | ------------------ | ---------------- | ------ | -------------------------------------------------------------------------------- |
| 1  |      | Mercedes-AMG Petronas Motorsport | F1 W10 EQ Power+ | Mercedes-Benz M10 EQ Power+ | Mercedes                  | P    | 44  | HAM     |                    | Lewis Hamilton   | Vše    | Esteban Ocon Stoffel Vandoorne Esteban Gutiérrez Nikita Mazepin                  |
| 1  | 77   | Mercedes-AMG Petronas Motorsport | F1 W10 EQ Power+ | Mercedes-Benz M10 EQ Power+ | Mercedes                  | P    | BOT |         | Valtteri Bottas    | Vše              |        | Esteban Ocon Stoffel Vandoorne Esteban Gutiérrez Nikita Mazepin                  |
| 2  |      | Scuderia Ferrari Mission Winnow  | SF90             | Ferrari 064                 | Ferrari                   | P    | 5   | VET     |                    | Sebastian Vettel | Vše    | Pascal Wehrlein Antonio Fuoco Brendon Hartley Davide Rigon Mick Schumacher       |
| 2  | 16   | Scuderia Ferrari Mission Winnow  | SF90             | Ferrari 064                 | Ferrari                   | P    | LEC |         | Charles Leclerc    | Vše              |        | Pascal Wehrlein Antonio Fuoco Brendon Hartley Davide Rigon Mick Schumacher       |
| 3  |      | Aston Martin Red Bull Racing     | RB15             | Honda RA619H                | Red Bull–Honda            | P    | 33  | VER     |                    | Max Verstappen   | Vše    | Sébastien Buemi                                                                  |
| 3  | 10   | Aston Martin Red Bull Racing     | RB15             | Honda RA619H                | Red Bull–Honda            | P    | GAS |         | Pierre Gasly       | 1–12             |        | Sébastien Buemi                                                                  |
| 3  | 23   | Aston Martin Red Bull Racing     | RB15             | Honda RA619H                | Red Bull–Honda            | P    | ALB |         | Alexander Albon    | 13–21            |        | Sébastien Buemi                                                                  |
| 4  |      | Renault F1 Team                  | R.S.19           | Renault E-Tech 19           | Renault                   | P    | 27  | HUL     |                    | Nico Hülkenberg  | Vše    | Sergej Sirotkin Jack Aitken                                                      |
| 4  | 3    | Renault F1 Team                  | R.S.19           | Renault E-Tech 19           | Renault                   | P    | RIC |         | Daniel Ricciardo   | Vše              |        | Sergej Sirotkin Jack Aitken                                                      |
| 5  |      | Rich Energy Haas F1 Team         | VF-19            | Ferrari 064                 | Haas–Ferrari              | P    | 20  | MAG     |                    | Kevin Magnussen  | Vše    | Pietro Fittipaldi                                                                |
| 5  | 8    | Rich Energy Haas F1 Team         | VF-19            | Ferrari 064                 | Haas–Ferrari              | P    | GRO |         | Romain Grosjean    | Vše              |        | Pietro Fittipaldi                                                                |
| 6  |      | McLaren F1 Team                  | MCL34            | Renault E-Tech 19           | McLaren–Renault           | P    | 4   | NOR     |                    | Lando Norris     | Vše    | Sérgio Sette Câmara Fernando Alonso Sergej Sirotkin Oliver Turvey                |
| 6  | 55   | McLaren F1 Team                  | MCL34            | Renault E-Tech 19           | McLaren–Renault           | P    | SAI |         | Carlos Sainz Jr.   | Vše              |        | Sérgio Sette Câmara Fernando Alonso Sergej Sirotkin Oliver Turvey                |
| 7  |      | SportPesa Racing Point F1 Team   | RP19             | BWT Mercedes                | Racing Point–BWT Mercedes | P    | 11  | PER     |                    | Sergio Pérez     | Vše    | Nick Yelloly                                                                     |
| 7  | 18   | SportPesa Racing Point F1 Team   | RP19             | BWT Mercedes                | Racing Point–BWT Mercedes | P    | STR |         | Lance Stroll       | Vše              |        | Nick Yelloly                                                                     |
| 8  |      | Alfa Romeo Racing                | C38              | Ferrari 064                 | Alfa Romeo–Ferrari        | P    | 7   | RAI     |                    | Kimi Räikkönen   | Vše    | Marcus Ericsson Tatiana Calderón Mick Schumacher Juan Manuel Correa Callum Ilott |
| 8  | 99   | Alfa Romeo Racing                | C38              | Ferrari 064                 | Alfa Romeo–Ferrari        | P    | GIO |         | Antonio Giovinazzi | Vše              |        | Marcus Ericsson Tatiana Calderón Mick Schumacher Juan Manuel Correa Callum Ilott |
| 9  |      | Red Bull Toro Rosso Honda        | STR14            | Honda RA619H                | Toro Rosso–Honda          | P    | 26  | KVY     |                    | Daniil Kvjat     | Vše    | Dan Ticktum Naoki Yamamoto Sean Gelael                                           |
| 9  | 23   | Red Bull Toro Rosso Honda        | STR14            | Honda RA619H                | Toro Rosso–Honda          | P    | ALB |         | Alexander Albon    | 1–12             |        | Dan Ticktum Naoki Yamamoto Sean Gelael                                           |
| 9  | 10   | Red Bull Toro Rosso Honda        | STR14            | Honda RA619H                | Toro Rosso–Honda          | P    | GAS |         | Pierre Gasly       | 13–21            |        | Dan Ticktum Naoki Yamamoto Sean Gelael                                           |
| 10 |      | ROKiT Williams Racing            | FW42             | Mercedes-Benz M10 EQ Power+ | Williams–Mercedes         | P    | 63  | RUS     |                    | George Russell   | Vše    | Nicholas Latifi Karun Chandhok Roy Nissany                                       |
| 10 | 88   | ROKiT Williams Racing            | FW42             | Mercedes-Benz M10 EQ Power+ | Williams–Mercedes         | P    | KUB |         | Robert Kubica      | Vše              |        | Nicholas Latifi Karun Chandhok Roy Nissany                                       |

## Přestupy jezdců
| Jezdec             | 2018                             | 2019                               | Pozice v týmu/Série      |
| ------------------ | -------------------------------- | ---------------------------------- | ------------------------ |
| Fernando Alonso    | McLaren F1 Team                  | Toyota Gazoo Racing                | Pokračování ve FIA WEC   |
| Pierre Gasly       | Red Bull Toro Rosso Honda        | Aston Martin Red Bull Racing       | Jezdec                   |
| Daniel Ricciardo   | Aston Martin Red Bull Racing     | Renault F1 Team                    | Jezdec                   |
| Carlos Sainz       | Renault Sport F1 Team            | McLaren F1 Team                    | Jezdec                   |
| Lando Norris       | Carlin Motorsport (F2)           | McLaren F1 Team                    | Jezdec                   |
| Stoffel Vandoorne  | McLaren F1 Team                  | HWA Racelab                        | Formule E                |
| Charles Leclerc    | Alfa Romeo Sauber F1 Team        | Scuderia Ferrari                   | Jezdec                   |
| Kimi Räikkönen     | Scuderia Ferrari                 | Alfa Romeo Racing                  | Jezdec                   |
| Antonio Giovinazzi | Scuderia Ferrari (Test)          | Alfa Romeo Racing                  | Jezdec                   |
| Daniil Kvjat       | Scuderia Ferrari (Test)          | Red Bull Toro Rosso Honda          | Jezdec                   |
| Marcus Ericsson    | Alfa Romeo Sauber F1 Team        | Arrow Schmidt Peterson Motorsports | IndyCar                  |
| George Russell     | ART Grand Prix (F2)              | ROKiT Williams Racing              | Jezdec                   |
| Robert Kubica      | Williams Martini Racing (Test)   | ROKiT Williams Racing              | Jezdec                   |
| Sergej Sirotkin    | Williams Martini Racing          | SMP Racing McLaren Renault F1      | FIA WEC/Testovací jezdec |
| Alexander Albon    | DAMS (F2)                        | Red Bull Toro Rosso Honda          | Jezdec                   |
| Brendon Hartley    | Red Bull Toro Rosso Honda        | Scuderia Ferrari SMP Racing        | Testovací jezdec/FIA WEC |
| Lance Stroll       | Williams Martini Racing          | SportPesa Racing Point F1 Team     | Jezdec                   |
| Esteban Ocon       | Racing Point Force India F1 Team | Mercedes-AMG Petronas Motorsport   | Rezervní jezdec          |

## Kalendář
| Pořadí | Grand Prix                | Trať                                           | Datum         |
| ------ | ------------------------- | ---------------------------------------------- | ------------- |
| 1      | Grand Prix Austrálie      | Melbourne Grand Prix Circuit, Melbourne        | 17. března    |
| 2      | Grand Prix Bahrajnu       | Bahrain International Circuit, Sachír          | 31. března    |
| 3      | Grand Prix Číny           | Shanghai International Circuit, Šanghaj        | 14. dubna     |
| 4      | Grand Prix Ázerbájdžánu   | Baku City Circuit, Baku                        | 28. dubna     |
| 5      | Grand Prix Španělska      | Circuit de Barcelona-Catalunya, Barcelona      | 12. května    |
| 6      | Grand Prix Monaka         | Circuit de Monaco, Monte Carlo                 | 26. května    |
| 7      | Grand Prix Kanady         | Circuit Gilles Villeneuve, Montreal            | 9. června     |
| 8      | Grand Prix Francie        | Circuit Paul-Ricard, Le Castellet              | 23. června    |
| 9      | Grand Prix Rakouska       | Red Bull Ring, Spielberg                       | 30. června    |
| 10     | Grand Prix Velké Británie | Silverstone, Silverstone                       | 14. července  |
| 11     | Grand Prix Německa        | Hockenheimring, Hockenheim                     | 28. července  |
| 12     | Grand Prix Maďarska       | Hungaroring, Budapešť                          | 4. srpna      |
| 13     | Grand Prix Belgie         | Circuit de Spa-Francorchamps, Spa              | 1. září       |
| 14     | Grand Prix Itálie         | Autodromo Nazionale Monza, Monza               | 8. září       |
| 15     | Grand Prix Singapuru      | Marina Bay, Singapur                           | 22. září      |
| 16     | Grand Prix Ruska          | Sochi Autodrom, Soči                           | 29. září      |
| 17     | Grand Prix Japonska       | Suzuka Circuit, Suzuka                         | 13. října     |
| 18     | Grand Prix Mexika         | Autódromo Hermanos Rodríguez, Ciudad de México | 27. října     |
| 19     | Grand Prix USA            | Circuit of the Americas, Austin, Texas         | 3. listopadu  |
| 20     | Grand Prix Brazílie       | Autódromo José Carlos Pace, São Paulo          | 17. listopadu |
| 21     | Grand Prix Abú Zabí       | Yas Marina Circuit, Abú Zabí                   | 1. prosince   |

### Změny v kalendáři
- Grand Prix USA a Grand Prix Mexika si prohodily pořadí.
- Poslední závod se jel až na začátku prosince.

## Pneumatiky
Jediným poskytovatelem pneumatik pro sezónu 2019 bylo Pirelli. Přestože nemají v závodě žádné využití, Pirelli poskytuje týmům od roku 2014 během předsezónního tréninku tvrdé zimní pneumatiky, které jsou speciálně navrženy pro výkon v obzvláště chladných dnech. Od ostatních se odlišují tím, že na straně nemají žádné označení.
| Název                    | Barva | Barva | Povrch     | Podmínky tratě | Typ sloučeniny | Přilnavost              | Odolnost              |
| ------------------------ | ----- | ----- | ---------- | -------------- | -------------- | ----------------------- | --------------------- |
| Soft (super měkké)       | S     |       | Hladký     | Suché          | Měkký          | 1 - Nejvyšší přilnavost | 3 - Nejnižší odolnost |
| Medium (měkké)           | M     |       | Hladký     | Suché          | Střední        | 2                       | 2                     |
| Hard (střední)           | H     |       | Hladký     | Suché          | Tvrdý          | 3 - Nejhorší přilnavost | 1 - Nejvyšší odolnost |
| Intermediate (přechodné) | I     |       | Drážkovaný | Mokré          | Přechodný      |                         |                       |
| Wet (mokré)              | W     |       | Drážkovaný | Mokré          | Mokrý          |                         |                       |

## Výsledky a pořadí
| Pořadí | Grand Prix                | Pole position    | Vítěz závodu     | Vítězný tým    | Nejrychlejší kolo | Výsledky |
| ------ | ------------------------- | ---------------- | ---------------- | -------------- | ----------------- | -------- |
| 1      | Grand Prix Austrálie      | Lewis Hamilton   | Valtteri Bottas  | Mercedes       | Valtteri Bottas   | Výsledky |
| 2      | Grand Prix Bahrajnu       | Charles Leclerc  | Lewis Hamilton   | Mercedes       | Charles Leclerc   | Výsledky |
| 3      | Grand Prix Číny           | Valtteri Bottas  | Lewis Hamilton   | Mercedes       | Pierre Gasly      | Výsledky |
| 4      | Grand Prix Ázerbájdžánu   | Valtteri Bottas  | Valtteri Bottas  | Mercedes       | Charles Leclerc   | Výsledky |
| 5      | Grand Prix Španělska      | Valtteri Bottas  | Lewis Hamilton   | Mercedes       | Lewis Hamilton    | Výsledky |
| 6      | Grand Prix Monaka         | Lewis Hamilton   | Lewis Hamilton   | Mercedes       | Pierre Gasly      | Výsledky |
| 7      | Grand Prix Kanady         | Sebastian Vettel | Lewis Hamilton   | Mercedes       | Valtteri Bottas   | Výsledky |
| 8      | Grand Prix Francie        | Lewis Hamilton   | Lewis Hamilton   | Mercedes       | Sebastian Vettel  | Výsledky |
| 9      | Grand Prix Rakouska       | Charles Leclerc  | Max Verstappen   | Red Bull–Honda | Max Verstappen    | Výsledky |
| 10     | Grand Prix Velké Británie | Valtteri Bottas  | Lewis Hamilton   | Mercedes       | Lewis Hamilton    | Výsledky |
| 11     | Grand Prix Německa        | Lewis Hamilton   | Max Verstappen   | Red Bull–Honda | Max Verstappen    | Výsledky |
| 12     | Grand Prix Maďarska       | Max Verstappen   | Lewis Hamilton   | Mercedes       | Max Verstappen    | Výsledky |
| 13     | Grand Prix Belgie         | Charles Leclerc  | Charles Leclerc  | Ferrari        | Sebastian Vettel  | Výsledky |
| 14     | Grand Prix Itálie         | Charles Leclerc  | Charles Leclerc  | Ferrari        | Lewis Hamilton    | Výsledky |
| 15     | Grand Prix Singapuru      | Charles Leclerc  | Sebastian Vettel | Ferrari        | Kevin Magnussen   | Výsledky |
| 16     | Grand Prix Ruska          | Charles Leclerc  | Lewis Hamilton   | Mercedes       | Lewis Hamilton    | Výsledky |
| 17     | Grand Prix Japonska       | Sebastian Vettel | Valtteri Bottas  | Mercedes       | Lewis Hamilton    | Výsledky |
| 18     | Grand Prix Mexika         | Charles Leclerc  | Lewis Hamilton   | Mercedes       | Charles Leclerc   | Výsledky |
| 19     | Grand Prix USA            | Valtteri Bottas  | Valtteri Bottas  | Mercedes       | Charles Leclerc   | Výsledky |
| 20     | Grand Prix Brazílie       | Max Verstappen   | Max Verstappen   | Red Bull–Honda | Valtteri Bottas   | Výsledky |
| 21     | Grand Prix Abú Zabí       | Lewis Hamilton   | Lewis Hamilton   | Mercedes       | Lewis Hamilton    | Výsledky |

### Pořadí jezdců
Za umístění v závodě získává body prvních 10 jezdců v cíli. Body jsou rozděleny takto:
| Umístění | 1. | 2. | 3. | 4. | 5. | 6. | 7. | 8. | 9. | 10. | NK |
| Body     | 25 | 18 | 15 | 12 | 10 | 8  | 6  | 4  | 2  | 1   | 1  |

V případě rovnosti bodů rozhoduje vyšší počet umístění na 1., 2., 3. a dalších místech až do chvíle, kdy lze o pořadí rozhodnout. Konečné rozhodnutí náleží FIA.
| Poř.    | Jezdec             | AUS | BHR | CHN | AZE | ESP | MON | CAN | FRA | AUT | GBR | GER | HUN | BEL | ITA | SIN | RUS | JPN | MEX | USA | BRA | ABU | Body |
| ------- | ------------------ | --- | --- | --- | --- | --- | --- | --- | --- | --- | --- | --- | --- | --- | --- | --- | --- | --- | --- | --- | --- | --- | ---- |
| 1       | Lewis Hamilton     | 2   | 1   | 1   | 2   | 1   | 1   | 1   | 1   | 5   | 1   | 9   | 1   | 2   | 3   | 4   | 1   | 3   | 1   | 2   | 7   | 1   | 413  |
| 2       | Valtteri Bottas    | 1   | 2   | 2   | 1   | 2   | 3   | 4   | 2   | 3   | 2   | Ret | 8   | 3   | 2   | 5   | 2   | 1   | 3   | 1   | Ret | 4   | 326  |
| 3       | Max Verstappen     | 3   | 4   | 4   | 4   | 3   | 4   | 5   | 4   | 1   | 5   | 1   | 2   | Ret | 8   | 3   | 4   | Ret | 6   | 3   | 1   | 2   | 278  |
| 4       | Charles Leclerc    | 5   | 3   | 5   | 5   | 5   | Ret | 3   | 3   | 2   | 3   | Ret | 4   | 1   | 1   | 2   | 3   | 6   | 4   | 4   | 18† | 3   | 264  |
| 5       | Sebastian Vettel   | 4   | 5   | 3   | 3   | 4   | 2   | 2   | 5   | 4   | 16  | 2   | 3   | 4   | 13  | 1   | Ret | 2   | 2   | Ret | 17† | 5   | 240  |
| 6       | Carlos Sainz Jr.   | Ret | 19† | 14  | 7   | 8   | 6   | 11  | 6   | 8   | 6   | 5   | 5   | Ret | Ret | 12  | 6   | 5   | 13  | 8   | 3   | 10  | 96   |
| 7       | Pierre Gasly       | 11  | 8   | 6   | Ret | 6   | 5   | 8   | 10  | 7   | 4   | 14† | 6   | 9   | 11  | 8   | 14  | 7   | 9   | 16† | 2   | 18  | 95   |
| 8       | Alexander Albon    | 14  | 9   | 10  | 11  | 11  | 8   | Ret | 15  | 15  | 12  | 6   | 10  | 5   | 6   | 6   | 5   | 4   | 5   | 5   | 14  | 6   | 92   |
| 9       | Daniel Ricciardo   | Ret | 18† | 7   | Ret | 12  | 9   | 6   | 11  | 12  | 7   | Ret | 14  | 14  | 4   | 14  | Ret | DSQ | 8   | 6   | 6   | 11  | 54   |
| 10      | Sergio Pérez       | 13  | 10  | 8   | 6   | 15  | 12  | 12  | 12  | 11  | 17  | Ret | 11  | 6   | 7   | Ret | 7   | 8   | 7   | 10  | 9   | 7   | 52   |
| 11      | Lando Norris       | 12  | 6   | 18† | 8   | Ret | 11  | Ret | 9   | 6   | 11  | Ret | 9   | 11† | 10  | 7   | 8   | 11  | Ret | 7   | 8   | 8   | 49   |
| 12      | Kimi Räikkönen     | 8   | 7   | 9   | 10  | 14  | 17  | 15  | 7   | 9   | 8   | 12  | 7   | 16  | 15  | Ret | 13  | 12  | Ret | 11  | 4   | 13  | 43   |
| 13      | Daniil Kvjat       | 10  | 12  | Ret | Ret | 9   | 7   | 10  | 14  | 17  | 9   | 3   | 15  | 7   | Ret | 15  | 12  | 10  | 11  | 12  | 10  | 9   | 37   |
| 14      | Nico Hülkenberg    | 7   | 14† | Ret | 14  | 13  | 13  | 7   | 8   | 13  | 10  | Ret | 12  | 8   | 5   | 9   | 10  | DSQ | 10  | 9   | 15  | 12  | 37   |
| 15      | Lance Stroll       | 9   | 14  | 12  | 9   | Ret | 16  | 9   | 13  | 14  | 13  | 4   | 17  | 10  | 12  | 13  | 11  | 9   | 12  | 13  | 19† | Ret | 21   |
| 16      | Kevin Magnussen    | 6   | 13  | 13  | 13  | 7   | 14  | 17  | 17  | 19  | Ret | 8   | 13  | 12  | Ret | 17  | 9   | 15  | 15  | 18† | 11  | 14  | 20   |
| 17      | Antonio Giovinazzi | 15  | 11  | 15  | 12  | 16  | 19  | 13  | 16  | 10  | Ret | 13  | 18  | 18† | 9   | 10  | 15  | 14  | 14  | 14  | 5   | 16  | 14   |
| 18      | Romain Grosjean    | Ret | Ret | 11  | Ret | 10  | 10  | 14  | Ret | 16  | Ret | 7   | Ret | 13  | 16  | 11  | Ret | 13  | 17  | 15  | 13  | 15  | 8    |
| 19      | Robert Kubica      | 17  | 16  | 17  | 16  | 18  | 18  | 18  | 18  | 20  | 15  | 10  | 19  | 17  | 17  | 16  | Ret | 17  | 18  | Ret | 16  | 19  | 1    |
| 20      | George Russell     | 16  | 15  | 16  | 15  | 17  | 15  | 16  | 19  | 18  | 14  | 11  | 16  | 15  | 14  | Ret | Ret | 16  | 16  | 17  | 12  | 17  | 0    |
| Poř.    | Jezdec             | AUS | BHR | CHN | AZE | ESP | MON | CAN | FRA | AUT | GBR | GER | HUN | BEL | ITA | SIN | RUS | JPN | MEX | USA | BRA | ABU | Body |
| Zdroje: |                    |     |     |     |     |     |     |     |     |     |     |     |     |     |     |     |     |     |     |     |     |     |      |

| Legenda k tabulce | Legenda k tabulce                                                                       |
| Barva             | Výsledek                                                                                |
| ----------------- | --------------------------------------------------------------------------------------- |
| Zlatá             | Vítěz                                                                                   |
| Stříbrná          | 2. místo                                                                                |
| Bronzová          | 3. místo                                                                                |
| Zelená            | Bodované umístění                                                                       |
| Modrá             | Nebodované umístění                                                                     |
| Modrá             | Dokončil neklasifikován (NC)                                                            |
| Fialová           | Odstoupil (Ret)                                                                         |
| Červená           | Nekvalifikoval se (DNQ)                                                                 |
| Červená           | Nepředkvalifikoval se (DNPQ)                                                            |
| Černá             | Diskvalifikován (DSQ)                                                                   |
| Bílá              | Nestartoval (DNS)                                                                       |
| Bílá              | Závod zrušen (C)                                                                        |
| Světle modrá      | Pouze trénoval (PO)                                                                     |
| Světle modrá      | Páteční testovací jezdec (TD)                                                           |
| Bez barvy         | Netrénoval (DNP)                                                                        |
| Bez barvy         | Vyřazen (EX)                                                                            |
| Bez barvy         | Nepřijel (DNA)                                                                          |
| Bez barvy         | Odvolal účast (WD)                                                                      |
| Bez barvy         | Nezúčastnil se (prázdné)                                                                |
| Označení          | Význam                                                                                  |
| Tučnost           | Pole position                                                                           |
| Kurzíva           | Nejrychlejší kolo                                                                       |
| †                 | Jezdec nedojel do cíle, ale byl klasifikován, protože odjel více než 90 % délky závodu. |
| ‡                 | Byl udělován poloviční počet bodů, protože bylo odjeto méně než 75 % délky závodu.      |
| Horní index       | Umístění bodujících jezdců ve sprintu                                                   |

### Pohár konstruktérů
| Poř.    | Konstruktér               | No. | AUS | BHR | CHN | AZE | ESP | MON | CAN | FRA | AUT | GBR | GER | HUN | BEL | ITA | SIN | RUS | JPN | MEX | USA | BRA | ABU | Body |
| ------- | ------------------------- | --- | --- | --- | --- | --- | --- | --- | --- | --- | --- | --- | --- | --- | --- | --- | --- | --- | --- | --- | --- | --- | --- | ---- |
| 1       | Mercedes                  | 44  | 2   | 1   | 1   | 2   | 1   | 1   | 1   | 1   | 5   | 1   | 9   | 1   | 2   | 3   | 4   | 1   | 3   | 1   | 2   | 7   | 1   | 739  |
| 1       | Mercedes                  | 77  | 1   | 2   | 2   | 1   | 2   | 3   | 4   | 2   | 3   | 2   | Ret | 8   | 3   | 2   | 5   | 2   | 1   | 3   | 1   | Ret | 4   | 739  |
| 2       | Ferrari                   | 5   | 4   | 5   | 3   | 3   | 4   | 2   | 2   | 5   | 4   | 16  | 2   | 3   | 4   | 13  | 1   | Ret | 2   | 2   | Ret | 18† | 5   | 504  |
| 2       | Ferrari                   | 16  | 5   | 3   | 5   | 5   | 5   | Ret | 3   | 3   | 2   | 3   | Ret | 4   | 1   | 1   | 2   | 3   | 6   | 4   | 4   | 17† | 3   | 504  |
| 3       | Red Bull Racing-Honda     | 33  | 3   | 4   | 4   | 4   | 3   | 4   | 5   | 4   | 1   | 5   | 1   | 2   | Ret | 8   | 3   | 4   | Ret | 6   | 3   | 1   | 2   | 417  |
| 3       | Red Bull Racing-Honda     | 23  | 11  | 8   | 6   | Ret | 6   | 5   | 8   | 10  | 7   | 4   | 14† | 6   | 5   | 6   | 6   | 5   | 4   | 5   | 5   | 14  | 6   | 417  |
| 4       | McLaren-Renault           | 4   | 12  | 6   | 18† | 8   | Ret | 11  | Ret | 9   | 6   | 11  | Ret | 9   | 11† | 10  | 7   | 8   | 11  | Ret | 7   | 8   | 8   | 145  |
| 4       | McLaren-Renault           | 55  | Ret | 19† | 14  | 7   | 8   | 6   | 11  | 6   | 8   | 6   | 5   | 5   | Ret | Ret | 12  | 6   | 5   | 13  | 8   | 3   | 10  | 145  |
| 5       | Renault                   | 27  | 7   | 17† | Ret | 14  | 13  | 13  | 7   | 8   | 13  | 10  | Ret | 12  | 8   | 5   | 9   | 10  | DSQ | 10  | 9   | 15  | 12  | 91   |
| 5       | Renault                   | 3   | Ret | 18† | 7   | Ret | 12  | 9   | 6   | 11  | 12  | 7   | Ret | 14  | 14  | 4   | 14  | Ret | DSQ | 8   | 6   | 6   | 11  | 91   |
| 6       | Toro Rosso–Honda          | 10  | 14  | 9   | 10  | 11  | 11  | 8   | Ret | 15  | 15  | 12  | 6   | 10  | 9   | 11  | 8   | 14  | 7   | 9   | 16† | 2   | 18  | 85   |
| 6       | Toro Rosso–Honda          | 26  | 10  | 12  | Ret | Ret | 9   | 7   | 10  | 14  | 17  | 9   | 3   | 15  | 7   | Ret | 15  | 12  | 10  | 11  | 12  | 10  | 9   | 85   |
| 7       | Racing Point-Mercedes     | 11  | 13  | 10  | 8   | 6   | 15  | 12  | 12  | 12  | 11  | 17  | Ret | 11  | 6   | 7   | Ret | 7   | 8   | 7   | 10  | 9   | 7   | 73   |
| 7       | Racing Point-Mercedes     | 18  | 9   | 14  | 12  | 9   | Ret | 16  | 9   | 13  | 14  | 13  | 4   | 17  | 10  | 12  | 13  | 11  | 9   | 12  | 13  | 19† | Ret | 73   |
| 8       | Alfa Romeo Racing-Ferrari | 7   | 8   | 7   | 9   | 10  | 14  | 17  | 15  | 7   | 9   | 8   | 12  | 7   | 16  | 15  | Ret | 13  | 12  | Ret | 11  | 4   | 13  | 57   |
| 8       | Alfa Romeo Racing-Ferrari | 99  | 15  | 11  | 15  | 12  | 16  | 19  | 13  | 16  | 10  | Ret | 13  | 18  | 18† | 9   | 10  | 15  | 14  | 14  | 14  | 5   | 16  | 57   |
| 9       | Haas–Ferrari              | 20  | 6   | 13  | 13  | 13  | 7   | 14  | 17  | 17  | 19  | Ret | 8   | 13  | 12  | Ret | 17  | 9   | 15  | 15  | 18† | 11  | 14  | 28   |
| 9       | Haas–Ferrari              | 8   | Ret | Ret | 11  | Ret | 10  | 10  | 14  | Ret | 16  | Ret | 7   | Ret | 13  | 16  | 11  | Ret | 13  | 17  | 15  | 13  | 15  | 28   |
| 10      | Williams–Mercedes         | 63  | 16  | 15  | 16  | 15  | 17  | 15  | 16  | 19  | 18  | 14  | 11  | 16  | 15  | 14  | Ret | Ret | 16  | 16  | 17  | 12  | 17  | 1    |
| 10      | Williams–Mercedes         | 88  | 17  | 16  | 17  | 16  | 18  | 18  | 18  | 18  | 20  | 15  | 10  | 19  | 17  | 17  | 16  | Ret | 17  | 18  | Ret | 16  | 19  | 1    |
| Poř.    | Konstruktér               | No. | AUS | BHR | CHN | AZE | ESP | MON | CAN | FRA | AUT | GBR | GER | HUN | BEL | ITA | SIN | RUS | JPN | MEX | USA | BRA | ABU | Body |
| Zdroje: |                           |     |     |     |     |     |     |     |     |     |     |     |     |     |     |     |     |     |     |     |     |     |     |      |

| Legenda k tabulce | Legenda k tabulce                                                                       |
| Barva             | Výsledek                                                                                |
| ----------------- | --------------------------------------------------------------------------------------- |
| Zlatá             | Vítěz                                                                                   |
| Stříbrná          | 2. místo                                                                                |
| Bronzová          | 3. místo                                                                                |
| Zelená            | Bodované umístění                                                                       |
| Modrá             | Nebodované umístění                                                                     |
| Modrá             | Dokončil neklasifikován (NC)                                                            |
| Fialová           | Odstoupil (Ret)                                                                         |
| Červená           | Nekvalifikoval se (DNQ)                                                                 |
| Červená           | Nepředkvalifikoval se (DNPQ)                                                            |
| Černá             | Diskvalifikován (DSQ)                                                                   |
| Bílá              | Nestartoval (DNS)                                                                       |
| Bílá              | Závod zrušen (C)                                                                        |
| Světle modrá      | Pouze trénoval (PO)                                                                     |
| Světle modrá      | Páteční testovací jezdec (TD)                                                           |
| Bez barvy         | Netrénoval (DNP)                                                                        |
| Bez barvy         | Vyřazen (EX)                                                                            |
| Bez barvy         | Nepřijel (DNA)                                                                          |
| Bez barvy         | Odvolal účast (WD)                                                                      |
| Bez barvy         | Nezúčastnil se (prázdné)                                                                |
| Označení          | Význam                                                                                  |
| Tučnost           | Pole position                                                                           |
| Kurzíva           | Nejrychlejší kolo                                                                       |
| †                 | Jezdec nedojel do cíle, ale byl klasifikován, protože odjel více než 90 % délky závodu. |
| ‡                 | Byl udělován poloviční počet bodů, protože bylo odjeto méně než 75 % délky závodu.      |
| Horní index       | Umístění bodujících jezdců ve sprintu                                                   |